# Campionati europei di Yngling 2018
I Campionati europei di Yngling 2018 si sono svolti a Horten, in Norvegia.

## Podi
| Evento  | Oro                                                 | Argento                                                  | Bronzo                                                   |
| Yngling | Paesi Bassi Paul Wassink Michiel Nijhof Dilara Tuna | Paesi Bassi Reinier de Kler Anna Bertling Marlies Vasmel | Paesi Bassi Kit Kattenberg Sophie Grove Marije Willemsen |

## Medagliere
| Posiz. | Nazione     | Oro | Argento | Bronzo | Totale |
| ------ | ----------- | --- | ------- | ------ | ------ |
| 1      | Paesi Bassi | 1   | 1       | 1      | 3      |
| Totale | Totale      | 1   | 1       | 1      | 3      |